# Panzergrenadierbrigade 35
Die Panzergrenadierbrigade 35 war eine Brigade des deutschen Heeres mit Sitz des Stabes in Hammelburg. Die Brigade bestand bis 1993 und war der 12. Panzerdivision unterstellt. Sie war in Franken stationiert.

## Geschichte

### Heeresstruktur 2

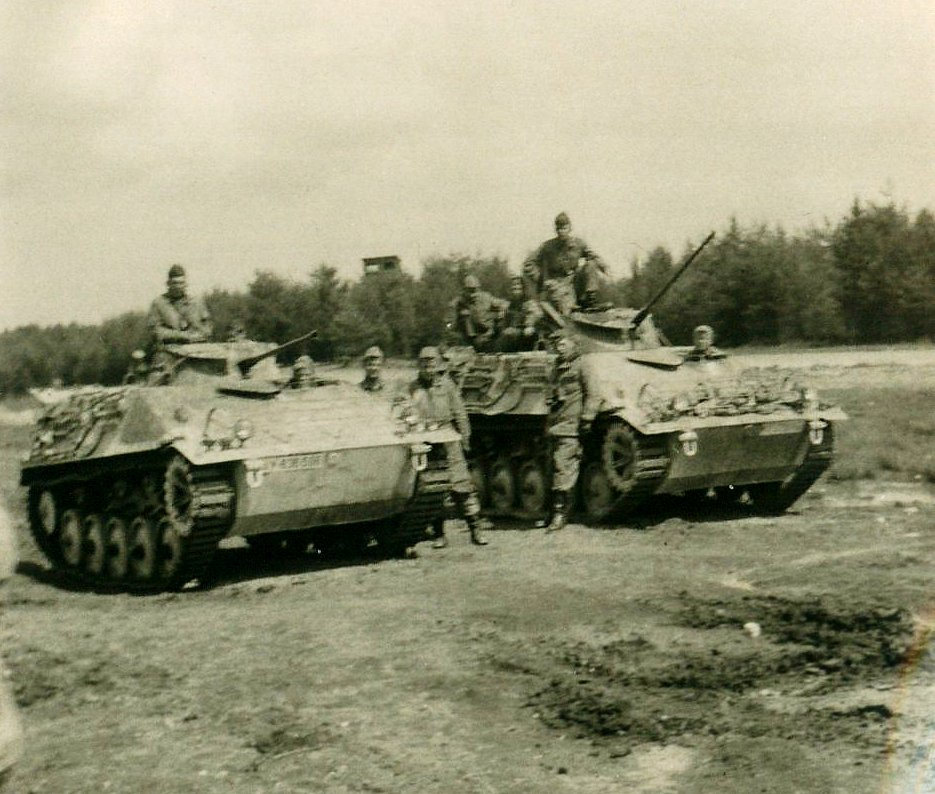
Schützenpanzer kurz (SPz 10) Hotchkiss des Spähzuges der Stabskompanie (später Panzerspähzug 350) der Panzergrenadierbrigade 35, 1967

Die Brigade wurde 1960 in Hammelburg aufgestellt und gliederte sich in:
- Stabskompanie in Hammelburg
- Panzerpionierkompanie 350 in Hammelburg
- Panzergrenadier(Lehr)Bataillon 351 in Hammelburg
  - nachmalig Jägerlehrbataillon 351 (nur im Verteidigungsfall)
- Panzergrenadierbataillon 352 in Wildflecken (aufgestellt aus Panzergrenadierbataillon 52)
- Panzerbataillon 354 in Hammelburg
- Feldartilleriebataillon 355 in Hammelburg (ab 1967 Panzerartilleriebataillon 355, ab 1971 Wildflecken)
- Versorgungsbataillon 356 in Hammelburg
- Panzerjägerlehrkompanie 350 (Hammelburg, nur im Verteidigungsfall)

1961 wurde die Brigade der 12. Panzerdivision unterstellt. Das Panzergrenadierbataillon 352 und das Feldartilleriebataillon 355 verließen 1963 die Brigade. Das Panzergrenadierbataillon 102 (Wildflecken) wechselte als Panzergrenadierbataillon 353 zur Brigade.

### Heeresstruktur 3

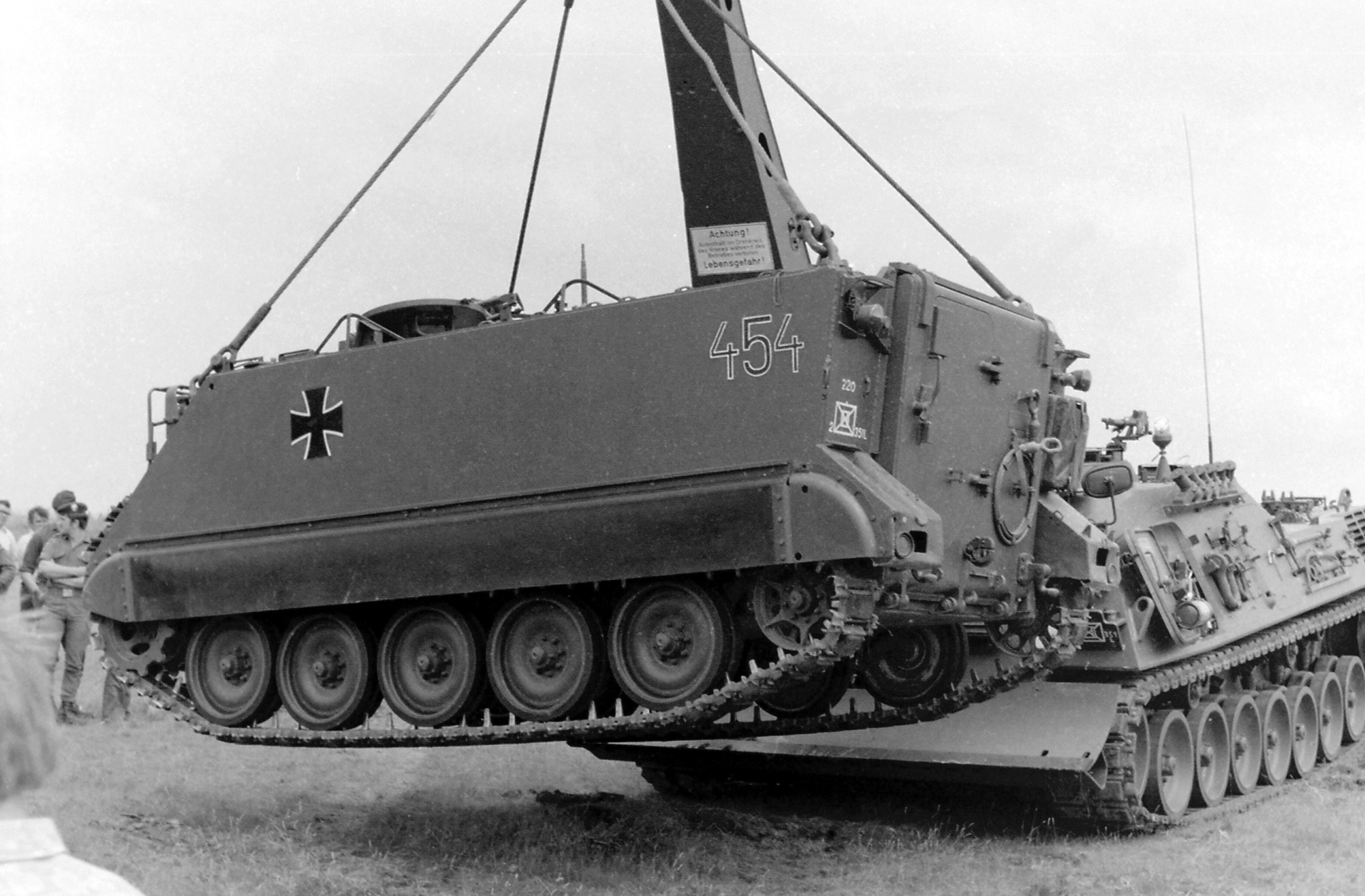
M 113 G (MTW), 2./351L (2. Kp. Panzergrenadier(Lehr)Bataillon 351) ca. 1972

Bereits 1970 löste sich das Panzergrenadierbataillon 353 wieder auf. Daraus wurden das Panzeraufklärungsbataillon 12 und selbstständige Ausbildungskompanien, die weiterhin der Brigade unterstanden, formiert. Als 1972 das Versorgungsbataillon 356  aufgelöst wurde, wurden daraus die Instandsetzungskompanie 350 und die Nachschubkompanie 350 (beide Hammelburg) gebildet. Aus der Stabskompanie gliederte der Panzerspähzug 350 als eigenständige Einheit aus. Ab 1973 unterstanden der Brigade damit:
- Stabskompanie in Hammelburg
- Panzerspähzug 350 in Hammelburg
- Panzerjägerlehrkompanie 350 in Hammelburg
- Panzerpionierkompanie 350 in Hammelburg
- Nachschubkompanie 350 in Hammelburg
- Instandsetzungskompanie 350 in Hammelburg
- Panzergrenadierbataillon 352 in Mellrichstadt (mit Ausbildungskompanie 2/12)
- Panzerbataillon 354 in Hammelburg (mit Ausbildungskompanie 4/12)
- Panzerartilleriebataillon 355 in Wildflecken (mit Ausbildungskompanie 8/12)

1979 wurde der Panzerspähzug 350 wieder in die Stabskompanie eingegliedert und die Ausbildungskompanie 8/12 als Panzeraufklärungskompanie 3/12 an das Panzeraufklärungsbataillon 12 abgegeben.

### Heeresstruktur 4
In der Heeresstruktur 4 (ab 1980) gehörten zur Brigade folgende Einheiten:
- Stabskompanie in Hammelburg mit PzSpähzug 350
- Panzerpionierkompanie 350 in Wildflecken
- Panzerjägerlehrkompanie 350 in Hammelburg
- Instandsetzungskompanie 350 in Hammelburg
- Nachschubkompanie 350 in Hammelburg
- Panzergrenadierbataillon 351 in Hammelburg (gekadert)
- Panzergrenadierbataillon 352 in Mellrichstadt
- Panzerbataillon 354 in Hammelburg
- Panzerartilleriebataillon 355 in Wildflecken
- Panzergrenadierlehrbataillon 353 (für den Einsatz) in Hammelburg. Unterstellt der Infanterieschule (KTS1) im Friedensfall.

1986 wurde der Brigadespähzug dem Panzeraufklärungsbataillon 12 unterstellt. Ab 1988 gehörte zur Brigade außerdem die Panzerausbildungskompanie Fahrsimulator Kette 303. 
Die Brigade umfasste im Herbst 1989 in der Friedensgliederung etwa 3150 Soldaten. Die geplante Aufwuchsstärke im Verteidigungsfall lag bei rund 3550 Mann. Zum Aufwuchs war die Einberufung von Reservisten und die Mobilmachung von nicht aktiven Truppenteilen vorgesehen. Zum Ende der Heeresstruktur 4 im Herbst 1989 war die Brigade weiter Teil der 12. Panzerdivision und gliederte sich grob in folgende Truppenteile:
- Stab/Stabskompanie Panzergrenadierbrigade 35, Hammelburg
  -  Panzerjägerkompanie 350, Mellrichstadt
  -  Panzerpionierkompanie 350, Hammelburg
  -  Nachschubkompanie 350, Hammelburg
  -  Instandsetzungskompanie 350, Hammelburg
  -  Panzergrenadierbataillon 351 (teilaktiv), Hammelburg
  -  Panzergrenadierbataillon 352, Mellrichstadt
  -  Panzergrenadierlehrbataillon 353, Hammelburg (im Frieden als Lehrtruppenteil zu Kampftruppenschule 1, durch zusätzliches Gerät umwandelbar in Jäger(lehr)bataillon)
  -  Panzerbataillon 354, Hammelburg
  -  Panzerartilleriebataillon 355, Wildflecken

### Heeresstruktur 5 bis Auflösung
1991 wurde aus dem Panzergrenadierlehrbataillon 353 das Jägerlehrbataillon 353 und unterstand (auch im Einsatz) nicht mehr der Brigade. 1993 wurde das Panzergrenadierbataillon 352, das Panzerartilleriebataillon 355, die Panzerpionierkompanie 350 und die Panzergrenadierausbildungskompanie Fahrsimulator Kette 303 der Panzerbrigade 36 unterstellt. In Vorbereitung der Auflösung der Brigade wurden folgende Teile aufgelöst:
- Panzerjägerkompanie 350
- Panzerbataillon 354
- Panzergrenadierbataillon 351
- Feldersatzbataillon 124
- Instandsetzungskompanie 350
- Nachschubkompanie 350

Am 30. September 1993 wurde die Panzergrenadierbrigade 35 aufgelöst.

## Kommandeure
Die Brigade wurde kommandiert durch (Dienstgrad bei Kommandoübernahme):
| Nr. | Name                            | Beginn der Berufung | Ende der Berufung  |
| --- | ------------------------------- | ------------------- | ------------------ |
| 14  | Oberst Rolf Bernd               | 27. September 1991  | 2. April 1993      |
| 13  | Oberst Karl-Heinz Soukal        | 21. Dezember 1989   | 27. September 1991 |
| 12  | Brigadegeneral Karsten Oltmanns | 1. Juli 1986        | 20. Dezember 1989  |
| 11  | Oberst Udo Eulig                | 1. April 1982       | 30. Juni 1986      |
| 10  | Brigadegeneral Gerd Röhrs       | 1. April 1979       | 31. März 1982      |
| 9   | Oberst Manfred Fanslau          | 1. Juli 1976        | 31. März 1979      |
| 8   | Oberst Ernst-Wilhelm Schneider  | 1. April 1975       | 30. Juni 1976      |
| 7   | Oberst Heinrich Betz            | 1. Juli 1973        | 31. März 1975      |
| 6   | Oberst Ruprecht von Butler      | 1. April 1971       | 30. Juni 1973      |
| 5   | Oberst Fritz Herger             | 1. April 1969       | 31. März 1971      |
| 4   | Oberst Karl-Christian Trentzsch | 1. Oktober 1966     | 31. März 1969      |
| 3   | Brigadegeneral Siegfried Schulz | 1. Oktober 1964     | 30. September 1966 |
| 2   | Oberst Wolfgang Klennert        | 15. November 1961   | 30. September 1964 |
| 1   | Brigadegeneral Heinz Hükelheim  | 1. Juli 1960        | 14. November 1961  |

## Verbandsabzeichen

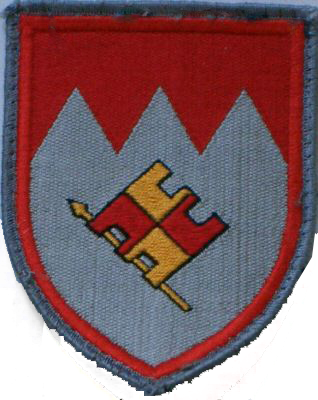
Gewebtes Verbandsabzeichen für den Dienstanzug

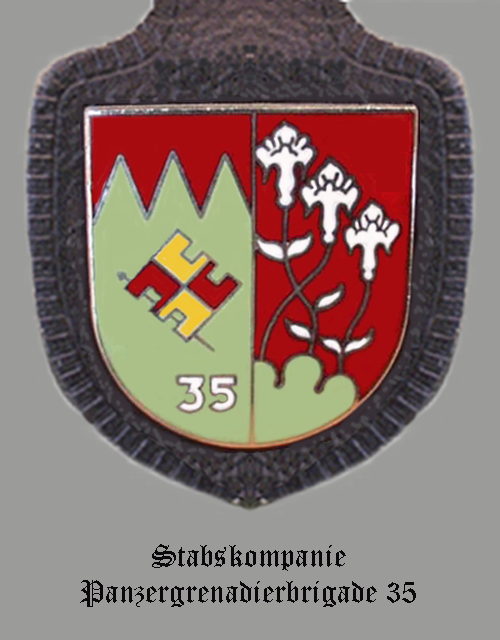
Internes Verbandsabzeichen des Stabes/Stabskompanie

Die Blasonierung des Verbandsabzeichens für den Dienstanzug der Angehörigen der Panzergrenadierbrigade 35 lautete:
 Rot bordiert, in Rot drei silberne Spitzen belegt mit einer schräggestellten und an beiden senkrechten Seiten je zweimal eingekerbten, von Rot und Gold gevierten Standarte (das „Rennfähnlein“) an goldenem Lanzenschaft.
Das Verbandsabzeichen ähnelte dem Wappen Unterfrankens. der Fränkische Rechen repräsentierte die Region Franken, wo viele der Truppenteile der 12. Panzerdivision stationiert waren. Das Rennfähnlein ähnelte der Darstellung im Würzburger Wappen und geht auf die Flagge des Herzogtums Franken zurück. Die Verbandsabzeichen der Division und der unterstellten Brigaden waren bis auf die Borde identisch. In der Tradition der Preußischen Farbfolge erhielt das Verbandsabzeichen der Panzergrenadierbrigade 35 als „zweite“ Brigade der Division einen roten Bord.
Da sich die Verbandsabzeichen der Brigaden der Division nur geringfügig unterschieden, wurde stattdessen gelegentlich auch das interne Verbandsabzeichen des Stabes bzw. der Stabskompanie pars pro toto als „Abzeichen“ der Brigade genutzt. Es zeigte rechts den Fränkischen Rechen und das Rennfähnlein wie Verbandsabzeichen und links drei silberne Lilien auf einem Dreiberg wie im Stadtwappen von Hammelburg.